# Dampfbahn-Verein Zürcher Oberland
| Logo Dampfbahn-Verein Zürcher Oberland |                      |                         |                    |
| Streckennummer (BAV): | 742 (Hinwil–Bauma)   |                         |                    |
| Fahrplanfeld: | 742                  |                         |                    |
| Streckenlänge: | 11,29 km             |                         |                    |
| Spurweite: | 1435 mm (Normalspur) |                         |                    |
| Stromsystem: | 15 kV 16,7 Hz ~      |                         |                    |
| Maximale Neigung: | 29 ‰                 |                         |                    |
| Minimaler Radius: | 160 m                |                         |                    |
| |                      |                         |                    |
| Hinwil–Bauma |                      |                         |                    |
| \| \| \| von Wetzikon \| \| \| \| \| ehem. von Bubikon \| \| \| \| 13,97 \| Hinwil SBB \| 565 m ü. M. \| \| \| 17,57 \| Ettenhausen-Emmetschloo \| 648 m ü. M. \| \| \| \| Aabachtobel (64 m) \| \| \| \| 19,05 \| Bäretswil Tobel \| 683 m ü. M. \| \| \| 19,69 \| Bäretswil \| 696 m ü. M. \| \| \| 22,47 \| Neuthal \| 696 m ü. M. \| \| \| \| Weissenbach (79 m) \| \| \| \| \| von Rüti \| \| \| \| 25,26 \| Bauma SBB \| 639 m ü. M. \| \| \| \| nach Winterthur \| \| \| \| \| \| \| \| Quellen: [1][2][3][4] \| \| \| \| |                      |                         |                    |
| Strecke |                      | von Wetzikon            | von Wetzikon       |
| Abzweig geradeaus und ehemals von rechts |                      | ehem. von Bubikon       | ehem. von Bubikon  |
| Bahnhof | 13,97                | Hinwil SBB              | 565 m ü. M.        |
| Haltepunkt / Haltestelle, ehemals Bahnhof | 17,57                | Ettenhausen-Emmetschloo | 648 m ü. M.        |
| Brücke über Wasserlauf |                      | Aabachtobel (64 m)      | Aabachtobel (64 m) |
| Dienststation / Betriebs- oder Güterbahnhof | 19,05                | Bäretswil Tobel         | 683 m ü. M.        |
| Bahnhof | 19,69                | Bäretswil               | 696 m ü. M.        |
| Haltepunkt / Haltestelle, ehemals Bahnhof | 22,47                | Neuthal                 | 696 m ü. M.        |
| Brücke über Wasserlauf |                      | Weissenbach (79 m)      | Weissenbach (79 m) |
| Abzweig geradeaus und von rechts |                      | von Rüti                | von Rüti           |
| Bahnhof | 25,26                | Bauma SBB               | 639 m ü. M.        |
| Strecke |                      | nach Winterthur         | nach Winterthur    |
| |                      |                         |                    |
| Quellen: |                      |                         |                    |

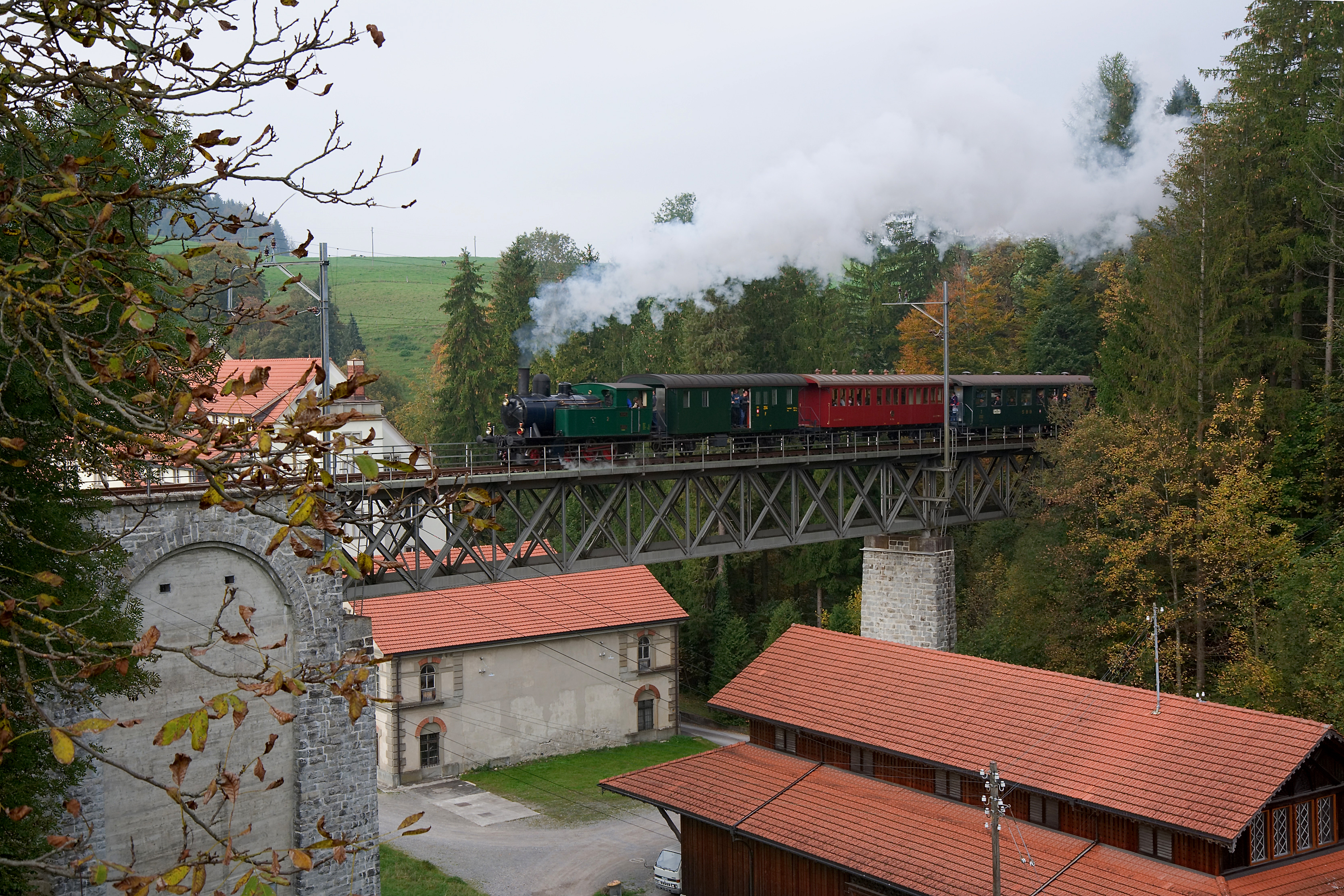
Die Ed 3/4 «Hinwil» auf der Weissenbachbrücke in Neuthal

Der Dampfbahn-Verein Zürcher Oberland (DVZO) ist eine schweizerische, normalspurige Museumsbahn und ein konzessioniertes Eisenbahn-Verkehrsunternehmen. Seine fast 12 km lange Stammstrecke befindet sich im Zürcher Oberland.

## Verein
Am 1. Juni 1969 wurde durch die Schweizerischen Bundesbahnen (SBB) der Personenverkehr auf der ehemaligen Teilstrecke von Hinwil nach Bauma der Uerikon-Bauma-Bahn eingestellt und versuchsweise durch einen Busbetrieb der Verkehrsbetriebe Zürcher Oberland (VZO) ersetzt. Der Abschnitt zwischen Hinwil und Bäretswil wurde darauf nur noch durch Güterzüge bedient.
Sofort gründeten einige Eisenbahn-Enthusiasten den Dampfbahn-Verein Zürcher Oberland (DVZO), mit dem Ziel, mit historischen Lokomotiven und Wagen Bahnfahrten durchzuführen.
Seit dem 6. Mai 1978 führt der Verein zwischen Hinwil und Bauma fahrplanmässige Museumsbahnfahrten durch.
Der etwa 6 km lange Teil vor Bauma (ab Bäretswil) kam im Sommer 2000 ins Eigentum des  DVZO, der dadurch ein  konzessioniertes Eisenbahnunternehmen wurde. Für die Benützung von Bahninfrastruktur im freien Netzzugang verfügte der Verein bis 2018 über die notwendigen Bewilligungen, weshalb die Züge weit über die vereinseigene Strecke hinaus verkehren. Seit 2019 fungierte TR TransRail als EVU für die DVZO-Züge. Der DVZO äusserte aber die Absicht, wieder ein EVU zu werden.
Heute zählt der Verein über 900 Mitglieder, wovon knapp 200 vor und hinter den Kulissen aktiv mitarbeiten, sei dies in den Werkstätten in Uster und Bauma, im Streckenunterhalt, im Souvenir-Verkaufsteam, in der Gastronomie, als Zug- und Stationspersonal oder in verschiedenen Arbeitsgruppen und Projektteams.

## Stammstrecke

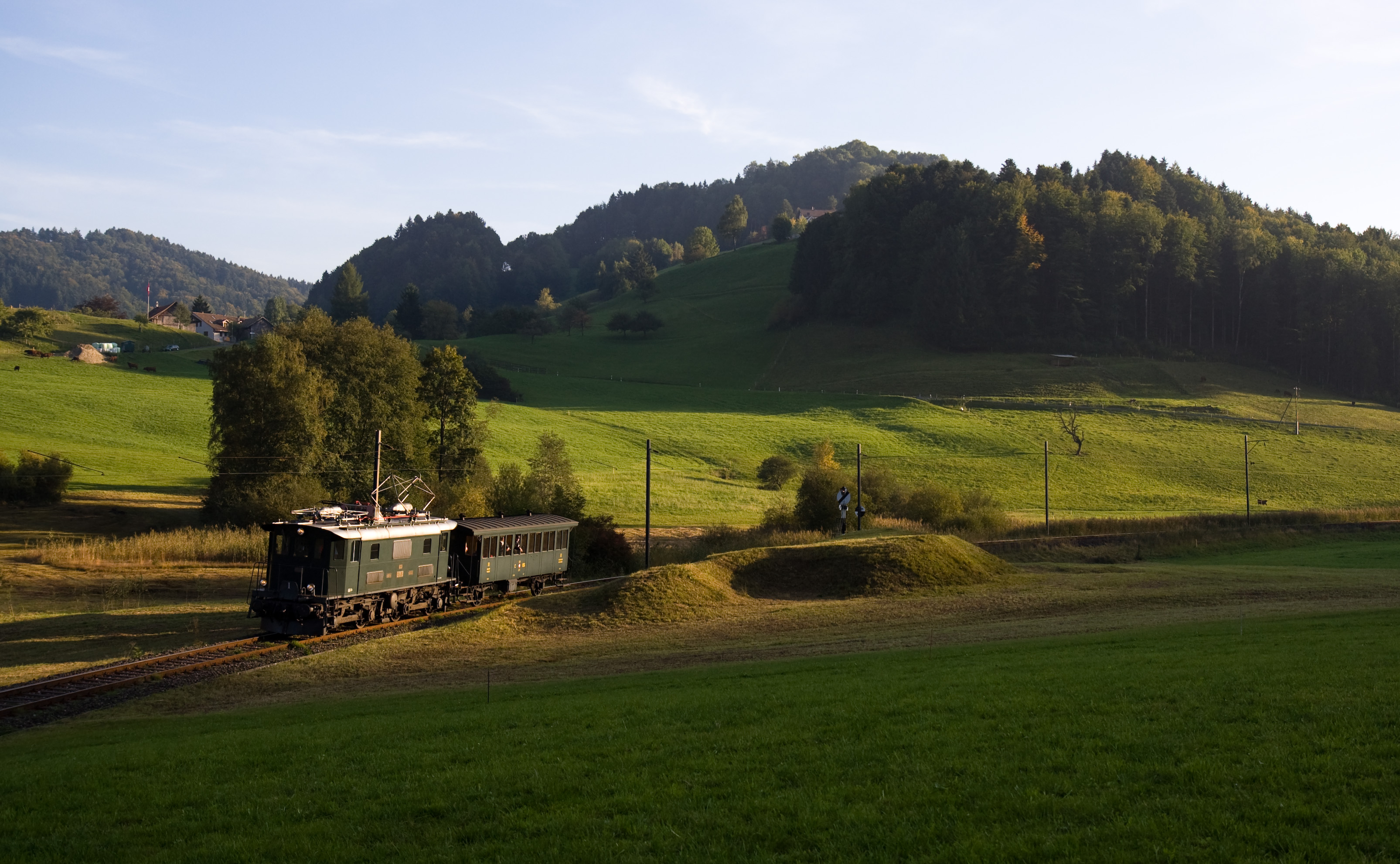
Be 4/4 zwischen Bäretswil und Neuthal

Die Stammstrecke ist der Teilbereich des 1968 stillgelegten, ehemaligen Abschnittes der Uerikon-Bauma-Bahn von Bauma nach Hinwil, wobei die Strecke Bauma–Bäretswil im Jahr 2000 für den symbolischen Preis von einem Franken von den Schweizerischen Bundesbahnen übernommen wurde. Im Dezember 2018 wurde die Infrastrukturkonzession an die Sursee-Triengen-Bahn (ST) übertragen, die Strecke bleibt aber im Eigentum des DVZO. Zuvor hatte die ST bereits den Abschnitt Bäretswil–Hinwil von den SBB übernommen. Nach Bäretswil verkehren weiterhin Güterzüge von SBB Cargo. Für die Fahrten mit historischen Zügen muss der DVZO den üblichen Trasseepreis (Infrastrukturbenützungsentgelt) bezahlen.
Die ganze Strecke ist einspurig und elektrifiziert und kann auch durch elektrische Triebfahrzeuge befahren werden.
Die Fahrt beginnt im Bahnhof Bauma auf 639 m ü. M. Dieser Bahnhof gehörte früher der Tösstalbahn und seit der Verstaatlichung den Schweizerischen Bundesbahnen. Gleich nach der Ausfahrt muss die Bahn die grösste Steigung von 29,2 ‰ hinauf zur Haltestelle Neuthal auf 696,2 m ü. M. bewältigen. Kurz vor der Haltestelle überquert die Bahn die mit 80 m längste Brücke der Strecke, die Weissenbachbrücke. Darunter befindet sich das Gebäudeensemble der Spinnerei Neuthal, welche vom Gründer der Uerikon-Bauma-Bahn, Adolf Guyer-Zeller, errichtet wurde. Die Spinnerei wurde 1964 stillgelegt und ist heute ein Museum, welches auch an den «Dampf-Sonntagen» geöffnet ist.
Nach der Haltestelle steigt die Bahn noch sanft bis zum Kulminationspunkt auf 714,8 m ü. M. an, um danach zum Bahnhof Bäretswil auf 696,3 m ü. M. zu gelangen. Dort kreuzen sich die an den Fahrtagen verkehrenden Dampfzüge. Durch einen tiefen Wald erreicht man auf 648,5 m ü. M. die Haltestelle Ettenhausen-Emmetschloo, von welcher aus man einen herrlichen Ausblick in die Ebene des Zürcher Oberlandes hat. Nun gelangt der Zug nach wenigen Minuten in die Endstation, den SBB-Bahnhof Hinwil auf 565,5 m ü. M., von wo aus ein direkter S-Bahn-Anschluss nach Zürich besteht.
Neben unzähligen Brücken und Tunneln kann man während der Fahrt auch andere eisenbahntechnische Raritäten entdecken; so ist der Bahnhof Bäretswil von Bauma her durch eine Hipp'sche Wendescheibe gesichert, und in Neuthal befindet sich eine Hand-Barriere (Bahnschranke).

### Streckendaten
- Streckenlänge total (Bauma – Hinwil): 11'297 m
- Anteil DVZO (Bauma – Bäretswil): 5'545 m
- Stationen: Bahnhof Bauma, Haltestelle Neuthal, Bahnhof Bäretswil, Haltestelle Ettenhausen, Bahnhof Hinwil
- Kulminationspunkt: 714,8 m ü. M. (km 21,1)
- Grösste Steigung: 29,2 ‰ (Ausfahrt Bauma)
- Spurweite: 1'435 mm
- Fahrdrahtspannung: 15'000 V 16,7 Hz Einphasen-Wechselstrom
- Brücken: 8
- Bahnübergänge: 40 (Strassen, Fahr-, Privat- und Wanderwege). Davon gesichert: 5 mit Barrieren, 2 mit automatischen Barrierenanlagen und 2 mit Blinklichtanlagen

## Rollmaterial

### Dampfloks
- Ed 3/4 2 «Hinwil» (90 85 0007 422-8, Baujahr 1903, ex Werklok Nr. 2 der Firma Gebrüder Sulzer AG, ex Chemins de fer du Jura), zurzeit in Revision
- E 3/3 8518 «Bäretswil» (90 85 0008 518-2, Baujahr 1913, ex SBB), betriebsfähig
- Ed 3/3 401 «Bauma» (90 85 0008 541-4, Baujahr 1901, Umbau 1929 auf Heissdampf, ex UeBB Nr. 401, 1944: Gaswerk St. Gallen, 1971: ausrangiert an Privat, 1979: DVZO)
- Ed 3/3 4 «Schwyz» (90 85 0008 674-3, Baujahr 1887, ex SOB, Denkmal in Wädenswil), zurzeit in Revision
- BT Eb 3/5 9 (90 85 0005 889-0, Baujahr 1910, ex BT; in Bauma stationierte Dampflokomotive des Dampf-Loki-Clubs Herisau (DLC))

Nicht betriebsfähige Dampfloks
- Ed 3/4 1 (ex Technorama, ex Solothurn-Münster-Bahn, heute BLS), Standort: Wald, in Remise (nicht zugänglich)
- E 3/3 10 (90 85 0008 476-3, Baujahr 1907, 35 t, Vmax 45 km/h, ex SBB Nr. 8476, 1961: CU Chemie Uetikon AG Nr. 10, 2001: DVZO) seit 2015 ausser Betrieb, Ersatzteilspender für 8518

### Elektrische Triebfahrzeuge
- Be 4/4 15 (Baujahr 1931, ex Bodensee-Toggenburg-Bahn BT 15) seit 2018 ausser Betrieb
- Ee 3/3 16363 (Baujahr 1939, ex SBB)

### Traktoren
- Tm II 93 ex SBB
- Tem III 354, Zweikrafttraktor (Baujahr: 1961, 32 t, Vmax: 60 km/h, ab 2006 DVZO)
- Tm III 9529 ex SBB (mit DVZO-Schild über Betriebsnummer versehen)

### Personenwagen

WR4 151, WR 109, F204, Tem III 354

- BC 4563 ex SBB ex JN (intern als Nr. 101 bezeichnet)
- C 104 ex Sihltalbahn, heute SZU (Kasten wurde abgebrochen, nur noch Untergestell vorhanden)
- C 105 ex Sihltalbahn, heute SZU
- C 106 ex Sihltalbahn, heute SZU
- C 107 ex Sihltalbahn, heute SZU
- C 108 ex Sihltalbahn, heute SZU (Kasten wurde abgebrochen, nur noch Untergestell vorhanden)
- C4 9394 ex SBB (Seetalbahn, intern als 152 bezeichnet)
- B2 401 JAWA; braun, ex BT Amor-Express 403 ex BD 503
- B2 402 HOWA; blau, ex BT Amor-Express 409
- B2 403 OLMA; grün, ex BT Amor-Express 412 ex D 812
- B2 404 FIWA; gelb, ex BT Amor-Express 417
- B2 405 CARO; rot, ex BT Amor-Express 422
- C 6075 ex RHB, ex SBB (intern als Nr. 103 bezeichnet)
- C 6109 ex RHB, ex SBB (intern als Nr. 102 bezeichnet, vor Hauptrevision 2009 als C 6074 angeschrieben)
- FZ 203, Pack- und Postwagen ex Mittel-Thurgau-Bahn
- F 204, Packwagen ex Sihltalbahn, heute SZU
- F 405, Packwagen ex Südostbahn, Revision Oktober 2007 beendet (intern als F 202 bezeichnet)
- F3 18248, Verkaufswagen, ex SBB
- WR 109, Speisewagen ex Emmentalbahn, heute BLS
- WR4 151, Speisewagen ex SBB (Seetalbahn)

### Güterwagen

X 305, Be 4/4 15

Restaurierter «Shell»-Kesselwagen

- X 59, Schneepflug, Baujahr 1948 ex SBB
- X 301, Bierwagen «Brauerei zum Felsenkeller Wald», ex SBB Pc 90802 ex TTB Ok 151 (Baujahr 1882)
- X 305, gedeckter Güterwagen, Baujahr 1892 ex Sihltalbahn, heute SZU (K2)
- X 308, gedeckter Güterwagen ex SBB Gs (K4)
- X 309, Hochbordwagen ex SBB E (L6)
- X 310, Flachwagen ex SBB
- X 311, Hochbordwagen ex SBB Fbkk
- X 312, gedeckter Fährbootwagen ex SBB (J3)
- X 313, Shell-Kesselwagen (ex SBB 530156), dient heute als Wasserwagen
- X 314, Flachwagen ex RHB (M4)
- Xs 315, gedeckter Güterwagen ex SBB Gbs (J4)
- X 317, Bierwagen «Feldschlösschen», ex SBB Pc 516355 / Brauerei Feldschlösschen Nr. 1898 ex JS OG 20623 (Baujahr 1898)
- X 319, Hochbordwagen
- X 321, gedeckter Güterwagen ex SBB K3d (J2d)
- X 355, Hochbordwagen ex SBB E (L6)
- X 356, Hilfswagen ex SBB
- X 402, Hochbordwagen ex BT E (L4), die Revision wurde im Mai 2009 abgeschlossen.
- X 405, Flachwagen ex SBB (M7)
- X 406, Schotterwagen ex SBB
- X 99441A + B, Kranwagen (99441A, ex SBB, ex NOB, Baujahr 1878) mit Schutzwagen (99441B)

## Fahrbetrieb
Die regulären Fahrten mit Dampftraktion finden jeden ersten und dritten Sonntag im Monat von Mai bis Oktober statt. Im Herbst 2021 wurden zum ersten Mal von Donnerstag bis Sonntag historische Bahnfahrten zwischen Bauma und Hinwil durchgeführt. Ergänzt wird das Angebot durch historische Busse und die zahlreichen Industrie-Museen.

### Extrafahrten
Daneben kann man die Züge auch ausserhalb der fahrplanmässigen Tage für Extrafahrten buchen.